# Teun Beijnen
Anthonie Christiaan "Teun" Beijnen, född 13 juni 1899 i Ophemert, död 13 juli 1949 i Beusichem, var en nederländsk roddare.
Beijnen blev olympisk guldmedaljör i tvåa utan styrman vid sommarspelen 1924 i Paris.